# Short track na Zimowych Igrzyskach Olimpijskich Młodzieży 2012
Zawody w short tracku na Zimowych Igrzyskach Olimpijskich Młodzieży 2012 odbyły się w dniach 18 - 21 stycznia 2012 roku.
Zawodnicy i zawodniczki walczyli w dwóch męskich i w dwóch kobiecych konkurencjach: biegach na 500 m i 1000 m, oraz w sztafecie mieszanej. Łącznie zostało rozdanych pięć kompletów medali. Zawody odbywały się w Innsbrucku, na obiekcie Olympia World Innsbruck.

## Terminarz
| Data             | Miejscowość                        | Konkurencja              | Złoto                                           | Srebro                                               | Brąz                                                          |
| ---------------- | ---------------------------------- | ------------------------ | ----------------------------------------------- | ---------------------------------------------------- | ------------------------------------------------------------- |
| 18 stycznia 2012 | Innsbruck, Olympia World Innsbruck | Bieg na 1000 m chłopców  | Lim Hyo-jun                                     | Yoon Su-min                                          | Xu Hongzhi                                                    |
| 18 stycznia 2012 | Innsbruck, Olympia World Innsbruck | Bieg na 1000 m dziewcząt | Shim Suk-hee                                    | Xu Aili                                              | Sumire Kikuchi                                                |
| 19 stycznia 2012 | Innsbruck, Olympia World Innsbruck | Bieg na 500 m chłopców   | Yoon Su-min                                     | Lim Hyo-jun                                          | Xu Hongzhi                                                    |
| 19 stycznia 2012 | Innsbruck, Olympia World Innsbruck | Bieg na 500 m dziewcząt  | Shim Suk-hee                                    | Xu Aili                                              | Nicole Martinelli                                             |
| 21 stycznia 2012 | Innsbruck, Olympia World Innsbruck | Sztafeta mieszana        | Park Jung-hyun Lu Xiucheng Xu Aili Jack Burrows | Qu Chunyu Xu Hongzhi Mariya Dolgopolova Aydin Djemal | Shim Suk-hee Yoann Martinez Melanie Brantner Denis Ayrapetyan |

## Tabela medalowa
| Lp. | Kraj             | złoto | srebro | brąz | razem |
| --- | ---------------- | ----- | ------ | ---- | ----- |
| 1   | Korea Południowa | 4     | 2      | 0    | 6     |
| –   | Zespół mieszany  | 1     | 1      | 1    | 3     |
| 2   | Chiny            | 0     | 2      | 2    | 4     |
| 3   | Włochy           | 0     | 0      | 1    | 1     |
| 3   | Japonia          | 0     | 0      | 1    | 1     |